# Système éducatif à Singapour

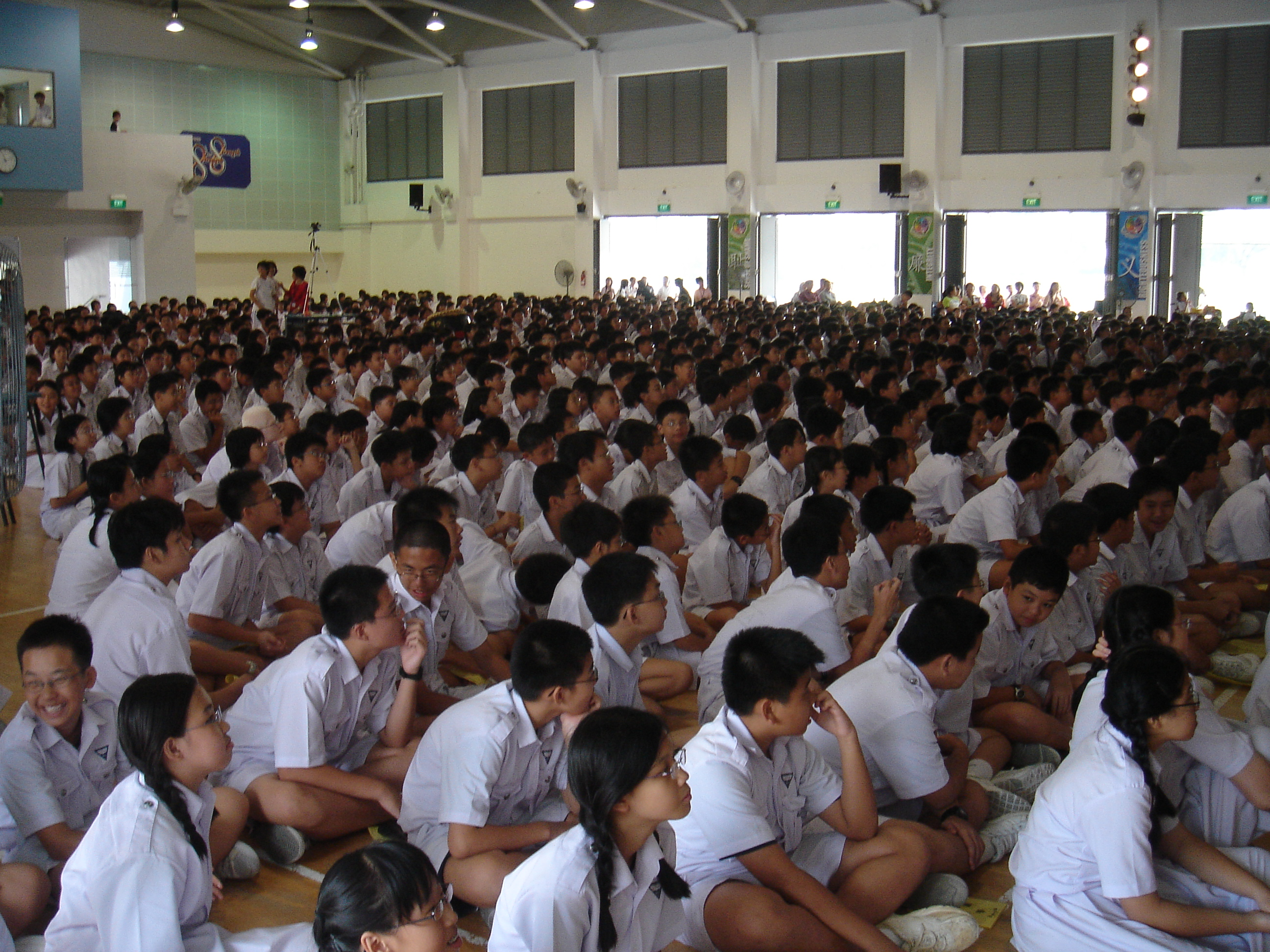
Assemblée dans une école secondaire à Singapour (2006)

L’enseignement à Singapour est connu pour être un des plus performants du monde. Le système d’éducation de la Cité-État a vécu plusieurs réformes depuis sa déclaration d’indépendance en 1965, puisque ce dernier est étroitement lié à l’économie. Pour relancer Singapour, le gouvernement a priorisé l’efficacité de son système éducatif pour mieux faire face aux défis économiques. Ce système « efficace » est basé sur l’apprentissage par cœur, le suivi et l’orientation des étudiants ainsi que la capacité à se conformer aux exigences. Cette politique élitiste s'explique par le fait que Singapour a pour seule ressource naturelle l'intelligence de ses habitants.
En 2012, le système d’éducation de Singapour a gagné le premier rang général au Programme international pour le suivi des acquis des élèves (PISA), et en 2009 il était au 5e rang. Depuis les années 1980, l’état de Singapour a obtenu des rangs élevés dans les évaluations et championnats internationaux comme Trends in International Mathematics and Science Study (TIMSS) et the Progress in International Reading Literacy Study (PIRLS).
En 2015, l’OCDE a placé Singapour comme le premier système d’éducation dans le monde selon la performance des étudiants d’âge de 15 ans dans les disciplines de mathématique, de science et de lecture. Singapour a aussi gagné plusieurs autres grands prix comme la première place pendant trois ans d’affilée au International Young Physicist’s Tournament et la première place au 27e World Schools Debating Championship.

## Développement de l'éducation à Singapour depuis 1965
Avant l’indépendance, l’éducation à Singapour était plutôt rudimentaire. Les premières écoles malaises ont été fondées par les Britanniques en 1823. Les enfants y apprenaient les bases de la lecture et de l’écriture. En 1857, les premières écoles anglaises y sont fondées et en 1911, après la révolution en Chine, les écoles chinoises sont priorisées. L’éducation en anglais et en chinois était plus développée que dans les écoles malaises, mais restait insuffisante. C’est seulement après l’obtention de son propre gouvernement en 1959 que Singapour a commencé à améliorer son système d’éducation.
L’éducation à Singapour est intimement liée au développement économique du pays depuis l’indépendance en 1965. Singapour a dû monter la pente sur le plan économique et industriel en passant par 3 stages économiques.  Le système d’éducation a connu plusieurs changements et réformes pendant ces périodes pour répondre aux besoins de l’État.
Le premier stage prend place pendant les années 1960 jusqu’au milieu des années 1970 alors que Singapour commence à se former en tant que Cité-État indépendante. À cette période, Singapour était dans un état de survie sur le plan de l’industrie, de l’économie et de l’éducation. Le gouvernement s’est concentré sur le développement industriel et a fait des réformes dans le système d’éducation pour répondre à la demande de mains-d’œuvre.  Lors de ce premier stage, Singapour a restructuré le système d’éducation pour former plus de « mains-d’œuvre » adéquates et redresser la balance entre techniciens et scientifiques. Ces changements préparaient les jeunes qui sortaient de l’école aux nouvelles activités économiques qui étaient générées par le secteur manufacturier grandissant dans les années 1970.
Le deuxième stage prend place pendant le milieu des années 1970 jusqu’aux années 1990. Dans les années 1970, le gouvernement de Singapour a décidé d’augmenter les standards de qualités de leurs productions. Pour cela, le système d’éducation a été révisé pour s’assurer que les habilités demandées soient en place. C’est en janvier 1979 qu’un nouveau système d’éducation est mis en place pour mieux accompagner le développement économique. Le niveau d’éducation a été augmenté et est devenu plus sophistiqué pour permettre aux étudiants d’atteindre un niveau de connaissance approprié.
Une politique bilingue a été mise en place en plus des standards d’écriture, des manuels et des matériaux qui ont été augmentés. En 1980, The Curriculum Development Institute of Singapore (CDIS) est établi dans le but de fournir des matériaux d’enseignement de haute qualité, incluant les manuels et les outils multimédias. La philosophie de ce nouveau système d’éducation était de laisser les jeunes progresser à leur propre rythme.
Le troisième stage prend place pendant les années 1990 et est encore en cours de nos jours. Pour cette période, Singapour désire s’inscrire dans une nouvelle politique économique adéquate pour le XXIe siècle. Le système d’éducation est complètement refait et on y introduit une éducation axée sur les capacités en focalisant sur l’innovation, la créativité et l’entrepreneuriat. La vision Thinking Schools, Learning Nation (TSLN) et des initiatives axées sur la technologie de l’information, comme la maîtrise de l’informatique, sont développés pour préparer les étudiants au futur[9]. Sur le plan de l’éducation supérieure (Universités et polytechniques), on demande un enseignement qui excelle et de nombreux niveaux de spécialisations pour satisfaire les demandes du marché.
Un évènement important lors de ce stage fut l’introduction du classement des écoles en 1992. Le raisonnement derrière cette décision était que si les écoles étaient en compétitions, elles s’amélioreraient.
Les dates diffèrent selon les sources (1er stage : 1960-milieu 80; 2e stage : milieu 80-milieu 90; 3e stage milieu 90-aujourd’hui).
L’enrôlement dans les écoles de Singapour a augmenté de 65% entre 1965 et 1990.

## Le système d'éducation
Singapour compte environ 370 écoles et un demi-million d’élèves, il s’agit donc d’un système d’éducation publique. Les étudiants suivent six ans d’études primaires, puis quatre ou cinq ans d’études secondaires. Après ça, les étudiants ont le choix de poursuivre leurs études dans les collèges, dans les institutions d’éducation techniques, dans les polytechniques et ultimement dans les universités.  
Dans l’administration, il n’y a qu’un seul ministère de l’éducation (MOE) qui supervise les écoles publiques de Singapour.

### Le primaire et le secondaire
Le primaire se divise en deux parties, soit quatre ans de formation qui constituent les années de primaire 1 à 4 et deux ans de stage d’orientation qui constituent les années de primaire 5 à 6. Le curriculum des écoles primaires couvre trois aspects principaux de l’éducation : les sujets de disciplines, la connaissance des habilités et le développement du caractère. Parmi les disciplines, on retrouve les langues (l’anglais et la langue maternelle de l’étudiant), les mathématiques, les sciences (qui sont enseignés à partir de la 3e année), l’humanisme et les arts. La connaissance des habilités développe la pensée et les connaissances des étudiants. Le développement du caractère se crée par l’interaction avec les enseignants, notamment dans les cours de character and citizenship education (CCE), co-curricular activities (CCA) et physical education (PE).
À l'issue de leurs six ans de primaire, les étudiants doivent passer un examen standardisé de niveau national qui leur permet d’entrer au secondaire, le Primary School Leaving Examination (PSLE). Les résultats obtenus au PSLE vont déterminer dans quelles classes les étudiants vont entrer au secondaire. Selon leurs notes ils vont aller dans 
- la classe expresse
- la classe normale (Académique)
- la classe normale (Technique)

Il est possible de passer de la classe normale à la classe expresse l’année qui suit, si les résultats scolaires le permettent. Les étudiants dans la classe expresse font quatre ans d’études et accèdent au General Certificate of Education (GCE) de niveau « O ».
Les étudiants dans la classe normale choisissent entre Académique ou Technique qui dure tous les deux quatre ans et ont accès au GCE de niveau « N ». Les étudiants qui performent bien dans le GCE de niveau « N » vont étudier un an de plus pour prendre le GCE de niveau « O ».

### Études supérieures
Il y a deux types d’écoles d’enseignement supérieur à Singapour : les universités et les polytechniques. Pour maintenir leurs objectifs en tant que centres d’excellence nationaux, les admissions des étudiants dans les instituts supérieurs doivent respecter des normes de qualité élevées. Ils n’acceptent pas les étudiants qui n’ont pas obtenu un résultat supérieur à la moyenne O et A et qui n’ont pas une bonne compréhension de l’anglais pour s’assurer de maintenir un bon standard de qualité.
Concernant l'enseignement supérieur, depuis les années 1990, Singapour développe une politique d'attraction des établissements étrangers en vue de devenir une Global Schoolhouse comme cela est clairement affiché par les autorités locales.
L'objectif est donc d'attirer les établissements étrangers de premier plan afin qu'ils offrent des formations délocalisées dans la cité-Etat par l'intermédiaire de partenariats (avec l'une des trois universités locales) ou par l'implantation de campus délocalisés. Cette stratégie est pilotée par  l'Economic Development Board (EDB), une agence gouvernementale rattachée au ministère de l'Industrie et du Commerce.
Il existe deux exemples français de ces délocalisations de campus :
- L'INSEAD depuis 2000 : INSEAD Asia Campus
- L'ESSEC depuis 2006 : ESSEC Asian center

#### Universités
L’Université National de Singapour (NUS) est l’une des plus vieilles universités de l’État. Elle offre des certificats universitaires dans les disciplines des sciences, des sciences sociales (incluant la communication) et de l’humanisme. L’Université National de Singapour offre aussi des cours dans le domaine de la médecine, de la médecine dentaire, du droit, de l’ingénierie, de l’architecture, de l’administration des affaires, des sciences du bâtiment et de comptabilité. L’Université donne priorité aux cours qui favorisent la modernisation et l’industrialisation de Singapour comme l’ingénierie et l’administration des affaires.
L’Université Technologique de Nanyang (NTU) offre des certificats universitaires dans le domaine des affaires, de la comptabilité, de la science appliquée et de l’informatique. Elle offre aussi des cours dans plusieurs branches de l’ingénierie comme ceux de l’électronique, de l’électrique, du civil, de la structure, de la mécanique et de la production. Pour compléter leur diplôme orienté sur la pratique, les étudiants de la NTU doivent compléter un programme d’entrainement pratique de 10 semaines et un stage de 24 semaines dans le domaine des affaires ou de l’industrie.
La NUS et la NTU ont toutes les deux un système d’examen externe pour leurs programmes et départements académiques. Il sert à gérer la qualité académique des universités, d’évaluer les points forts et les points faibles du contenu des cours et s’assurer de la qualité et de la comparabilité du classement des examens. Tous les examinateurs sont des anciens diplômés d’universités d’autres pays.

#### Polytechniques
Les polytechniques offrent plusieurs cours professionnels et pratiques qui peuvent être suivis soit à temps plein ou à temps partiel. Elles donnent aussi des cours avancés dans les domaines de l’ingénierie, de l’informatique, des médias et de la communication de masse, de la comptabilité, des affaires, de la santé, des sciences, de la biotechnologie et des études juridiques et maritimes.  

### La politique des langues
Le système d’éducation de Singapour a eu plusieurs politiques de langage pour essayer d’accommoder les nombreuses minorités ethniques. De 1979 à 1992, Singapour a changé à maintes reprises sa première langue officielle, sa deuxième langue officielle et ses restrictions linguistiques par rapport à l’éducation. Singapour a adopté un traité égal pour les quatre langues officielles de l’État dans l’éducation : le malais, l’anglais, le chinois et le tamoul. 
Le malais est devenu la langue nationale alors que l’anglais est devenu la langue d’enseignement principale dans les écoles. En plus d’être la langue nationale, le malais fait aussi partie des langues maternelles avec le chinois et le tamoul. Elles ne sont pas enseignées à l’ensemble de la population, mais seulement aux groupes ethniques qui en font partie.
L’anglais est une langue « lien » puisqu’elle n’est pas la langue dominante d’un groupe ethnique, mais qu’elle représente la langue de la modernisation et du développement économique. De plus, elle est considérée comme étant une langue « neutre » et permet ainsi d’éviter des tensions ethniques et linguistiques. Le malais, le chinois et le tamoul représentent la majorité des langues maternelles des groupes ethniques et ont une valeur symbolique sur l’identité des Singapouriens.
Le système d’éducation de Singapour suit un modèle d’éducation bilingue avec l’anglais et la langue maternelle. La combinaison chinois-anglais est la plus favorisée par les Singapouriens puisqu’elle est la plus utile dans le monde économique, en particulier l’anglais. L’apprentissage de l’anglais est renforcé pour permettre aux jeunes de bien le maîtriser.   
Au PISA de 2012, les étudiants de Singapour ont démontré de meilleures capacités dans la lecture et la compréhension de l’anglais par rapport aux étudiants de pays ou l’anglais est la langue première comme le Canada, la Nouvelle-Zélande, l’Australie, les États-Unis et le Royaume-Uni.

### Méthodes d'enseignements
Le Ministère de l’Éducation de Singapour a eu de nombreuses réformes pour améliorer le système d’éducation et la méthode d’enseignement.
L’initiative Thinking Schools, Learning Nation (TSLN) est une réforme du système d’éducation lancée en 1997 par le premier ministre Goh Chok Tong qui vise à développer chez les élèves une pensée critique et culturelle. Elle cherche aussi à promouvoir l’innovation, la prise de risque et l’entrepreneuriat.
Teach Less, Learn More (TLLM) est un projet lancé par le premier ministre, Lee Hsien Loong pendant son discours du National Day Rally et est appliqué comme politique en 2005 par le ministre de l’éducation Tharman Shanmugaratanam. Il explique que donner plus de devoirs et de matières viendrait à l’encontre des nouvelles réformes établies. Le projet sert à diminuer le stress et la pression sur les étudiants tout en gardant de bonnes notes. Il s’agit de passer de la quantité à la qualité. Il s’agit aussi d’une continuation de l’initiative TSLN. 
Depuis 2005, le Ministère a commandité des politiques initiatives pour promouvoir le TLLM, comme l’initiative « white space » qui réduit le curriculum d’étude de 10 à 20% et permet aux enseignants de personnaliser leurs lectures pour s’adapter aux besoins des étudiants. En 2004, le Ministère de l’Éducation de Singapour avait lancé le projet Innovation & Entreprise (I&E) pour développer la curiosité intellectuelle. L’I&E a été intégré au TLLM.
En 2006 et 2007, le Ministère de l’Éducation a supporté des initiatives action-research orientated school-based curriculum development (SBCD) dans 60 écoles prototypes.

## Les problèmes liés à l'enseignement de Singapour
Le stress est très présent chez les étudiants de Singapour et une des principales sources de ce stress vient des résultats académiques. Ils ressentent de la pression par rapport aux examens d’entrées, à l’école, aux devoirs et aux cours de tutorat. Le système d’éducation n’est pas le seul coupable, puisque la mentalité de compétition et d’excellence est ancrée dans la culture singapourienne. Les étudiants ressentent la pression de l’école, de leurs camarades, de leurs parents et de leurs enseignants.
Le Primary School Leaving Examination (PSLE) est la source de nombreux débats dans les médias puisqu’il est connu pour générer beaucoup de stress chez les enfants et rendre les parents anxieux. En juin 2013, le Ministère de l’Éducation a échangé avec quelques étudiants et plusieurs ont parlé de la pression autour du PSLE : « the PSLE creates a social hierarchy and will cause those who score better to look down on those who don’t do well »
Les étudiants de Singapour passent un temps considérable à l’école ou à faire des devoirs à la maison, même pendant les congés. En 2014, Singapour a été classée troisième par l’OCDE dans le nombre d’heures moyennes par semaine passées à faire des devoirs, soit 9,4 heures. Le programme TSLM sert à diminuer la quantité des devoirs et à augmenter la qualité.
Les étudiants singapouriens passent aussi beaucoup de temps à faire du tutorat après l’école. L’ancien ministre de l’État à l’Éducation Indranee Rajah a dit en 2013 que le tutorat n’est pas nécessaire au système d’éducation. Il peut engendrer chez les étudiants qui performent déjà bien du stress, une perte de motivation pendant les classes et les empêcher de participer à d’autres activités d’apprentissages. Le tutorat est plus souvent encouragé par les parents que par les jeunes eux-mêmes. Mais pour certains, le tutorat permet de compenser pour l’attention limitée qu’ils reçoivent en classe et les aide à se concentrer sur leurs études.
Un autre aspect problématique de l’éducation à Singapour est les inégalités sur le plan du revenu, mais aussi sur le plan ethnique. Depuis les dix dernières années, une inégalité dans les résultats des examens nationaux s’est créée entre la majorité chinoise et les minorités ethniques, comme la population malaise ou indienne. Pour remédier à la situation, le gouvernement a remplacé les filières par des groupes de répartition au primaire et a atténué l’écart entre les filières du secondaire. Aussi, le gouvernement s’efforce d’apporter son soutien aux minorités ethniques pour améliorer la réussite scolaire chez les jeunes.    

## Sources
- (en) Site du ministère de l'enseignement de Singapour

- "Les établissements d'enseignement à Singapour : entre stratégies innovantes et logique mercantile" LOMBARD Chloé - MYNARD Antoine